# Selim Teber
Selim Teber (nacido el 7 de marzo de 1981 en Frankenthal, en la región de Renania-Palatinado, Alemania) es un futbolista alemán que juega como mediocampista.

## Selección nacional
Ha sido internacional con la Selección de fútbol de Alemania Sub-21.

## Clubes
| Club                 | País     | Año       |
| -------------------- | -------- | --------- |
| Waldhof Mannheim     | Alemania | 1999-2002 |
| 1. FC Kaiserslautern | Alemania | 2002-2004 |
| Austria Salzburg     | Austria  | 2004      |
| 1. FC Kaiserslautern | Alemania | 2004-2005 |
| Denizlispor          | Turquía  | 2005      |
| TSG Hoffenheim       | Alemania | 2006-2009 |
| Eintracht Frankfurt  | Alemania | 2009-2010 |
| Kayserispor          | Turquía  | 2010-2011 |
| Samsunspor           | Turquía  | 2011-2012 |